# Абдаллах III ас-Салім ас-Сабах
Абдаллах ас-Салім аль-Мубарак ас-Сабах (араб. عبد الله الثالث السالم الصباح; нар. 1 січня 1895 — пом. 24 листопада 1965) — одинадцятий емір Кувейту.

## Біографія
Був старшим сином еміра Саліма. Освіту здобував на батьківщині, мав живий розум та був дуже скромним. Відповідно до звичаю, закріпленого законодавчо, чергувати правителів з двох гілок нащадків Мубарака Великого, Абдаллах був проголошений спадковим принцом при двоюрідному браті Ахмаді, а також він увійшов до створеної Ахмадом Консультативної ради. Від 1939 до 1940 року обіймав посаду міністра фінансів Кувейту.
У січні 1950 року після смерті Ахмада Абдаллаха оголосили новим еміром Кувейту. Він очолив країну в повоєнні роки, коли в країнах «третього світу» активізувався національно-визвольний рух, а авторитет Англії на міжнародній арені почав падати. На кувейтський ринок почали потрапляти інші держави: США, ФРН, Японія. 1951 року під впливом боротьби нафтовидобувних країн за більш справедливий розподіл прибутків від продажу природних ресурсів Кувейту вдалось домогтись від «Kuwait Oil Company» збільшення комісійних виплат до 50 % від суми чистого прибутку компанії. Доходи держави почали швидко зростати. У країні почався будівельний бум, у результаті якого було реконструйовано та облаштовано столицю, зведено нові фабрики та заводи, збудовано дороги та великий морський порт у Шувейху. Інтенсивна розробка нафтових родовищ значно збільшила потребу в робочій силі, яку неможливо було задовольнити за рахунок корінних кувейтців: до країни почали масово заїжджати іммігранти з Індії, Пакистану, Ірану та інших країн.
Абдаллах належав до тієї частини панівної верхівки, що прагнула позбавитись британського колоніального правління. В цьому інтереси родини ас-Сабах збіглись з інтересами простих кувейтців, які під впливом успішної національно-визвольної боротьби в Індії та Єгипетської революції 1952 року почали організовувати демократичні рухи. 1954 року було створено Демократичну лігу Кувейту, що об'єднала всі патріотичні сили, що виступали за скасування британського протекторату й ліквідацію іноземних нафтових компаній. Багато лідерів Ліги вийшли з лав «молодокувейтців». Новий імпульс патріотичний рух отримав через Суецьку кризу 1956 й Іракську революцію 1958 року. Країною прокотилась хвиля мітингів і страйків, через що 1959 року в Кувейті було введено надзвичайний стан.
Під впливом національно-визвольної боротьби британська влада була змушена піти на поступки. Кувейт здобув право юрисдикції над усіма іммігрантами, які проживали в країні, а до 1960 року навіть відкрили кілька представництв за кордоном. Того ж року Кувейт став одним з ініціаторів створення Організації країн-експортерів нафти (ОПЕК).
Подальше послаблення міжнародних позицій Англії призвело до того, що британці були змушені піти на перемовини, підсумком яких стало підписання 10 квітня 1961 року акту про скасування договору 1899, а Кувейт здобув політичну незалежність.
Від перших же днів свого існування незалежний Кувейт зіштовхнувся з серйозними проблемами. Ірак негайно висунув претензії на його територію, базуючи свої вимоги на кувейтсько-османському договорі 1871 року, відповідно до якого Кувейт формально переходив у підпорядкування губернатора Басри. Абдаллаху довелось звернутись по допомогу до англійців. Навіть після скасування протекторату Кувейт і Велика Британія мали дуже тісні зв'язки: 38 % нафти ввозилось до Англії з Кувейту, а «нафтодолари» ас-Сабахи охоче інвестували в економіку колишньої метрополії. Втім втручання Великої Британії спричинило негативну реакцію світової спільноти, й молодій державі довелось шукати інших союзників. Після того, як 20 липня Кувейт став членом Ліги арабських держав, на його територію для захисту суверенітету було введено війська Саудівської Аравії, Йорданії, Сирії й Тунісу, тож у жовтні того ж року Абдаллах попрохав англійців вивести свої війська.
Прагнучи зміцнити відносини з арабськими країнами, та, передусім, з їхнім неформальним лідером Єгиптом, Абдаллах був змушений піти на певні демократичні перетворення. Наприкінці 1961 року було оголошено про створення Вищої ради з десяти осіб (усі вони представляли родину ас-Сабах), а у грудні відбулись вибори до Установчих зборів, які розробили проєкт нового Основного закону. Конституція, затверджена наприкінці 1962 року, закріпила панування родо-племінної аристократії. Кувейт було проголошено спадковим еміратом нащадків Мубарака ас-Сабаха. Емір оголошувався недоторканною особою, яка не несе відповідальності ні перед ким. Він мав широкі повноваження аж до оголошення оборонної війни, призначав прем'єр-міністра, мав право розпускати парламент, був верховним головнокомандувачем збройних сил Кувейту, підписував законопроєкти або ж відправляв їх на доопрацювання у парламент. Конституція декларувала створення Національних зборів — виборного парламенту з 50 депутатів. Однак, право вибору спочатку отримали тільки грамотні кувейтці-чоловікі, старші за 30 років. Так у перших виборах, що відбулись 23 січня 1963 року з 330 тисяч кувейтців до голосування були допущені лише 40 тисяч, а реально проголосували лише 11 тисяч.
У листопаді 1965 року кувейтський емір Абдаллах ас-Сабах помер через серцевий напад, і його смерть потягнула за собою загострення політичної боротьби в Кувейті. Новим правителем став Сабах III, молодший брат Абдаллаха.